# Au poste !
Cet article concerne le film de Quentin Dupieux. Pour le média indépendant, voir David Dufresne.
Pour plus de détails, voir Fiche technique et Distribution.
Au poste ! est un  film franco-belge réalisé par Quentin Dupieux, sorti en 2018.
Le commissaire Buron est chargé d'enquêter sur le meurtre d'un homme retrouvé gisant dans son sang par Fugain. Celui-ci est logiquement considéré comme le principal suspect, il s'ensuit alors un interrogatoire qui va durer toute la nuit.

## Synopsis
Pendant le générique de début, un homme en slip de bain dirige un orchestre de musique classique dans une clairière. Voyant au loin des policiers, il tente de s'enfuir.
Dans un vaste bureau, le commissaire Buron, après avoir eu une discussion téléphonique, poursuit l'interrogatoire de l'homme qui se trouve assis face à lui, nommé Fugain, sans l'autoriser à faire une pause pour manger. Considéré comme le principal suspect, Fugain a découvert un homme baignant dans son sang devant chez lui. Il a fouillé les poches du cadavre avant d'appeler les secours, ce qui étonne Buron qui insiste pour reprendre l'interrogatoire.
Buron sort quelques instants pour parler avec son fils et en profite pour manger un hot-dog. Pendant ce temps, Philippe, un policier borgne débutant, est chargé de surveiller Fugain. Le policier craint que Fugain tente de le tuer avec une équerre posée sur le bureau. Cependant, il accepte d'engager la conversation avec Fugain et veut lui montrer son badge de police. Emportant par précaution l'équerre pour aller chercher son badge, il trébuche sur un tiroir ouvert et tombe raide mort, son unique œil transpercé par l'équerre qu'il tenait à la main. Fugain, paniqué, cache le corps dans un placard et masque rapidement les traces de sang.
Buron revient et poursuit l'interrogatoire. D'après son témoignage, la voisine de Fugain dit l’avoir vu sortir sept fois de son domicile au cours de la nuit. Surveillant le placard, Fugain explique en détail ce qu'il a fait durant la nuit. Buron l'écoute en fumant. Comme de la fumée sort de son flanc droit, il explique qu'il a un trou dans la poitrine.
Un peu plus tard, l'épouse de Philippe annonce à Buron qu'elle est enceinte et cherche son mari. Fugain ment et dit qu'il est parti à cause d'un mal de ventre. Comme son mari, elle présente l'habitude de ponctuer ses phrases par « C'est pour ça », ce qui agace Buron.
Pendant l'interrogatoire, les souvenirs de Fugain se mêlent à la réalité. Il voit Philippe, avec l'équerre plantée dans son œil, apparaître dans ses souvenirs et interagir avec lui. Un peu plus tard, Fugain voit aussi l'épouse de Philippe. Il lui annonce qu'il la rencontrera, elle et son mari, quelques jours plus tard, lors de son interrogatoire et que Philippe mourra accidentellement.
Plus tard, Fugain se plaint d'être affamé. Buron, agacé de voir Fugain se plaindre, lui raconte qu'il a eu très faim lui aussi pendant trois jours, lorsque son hélicoptère a eu un accident sur une île déserte. Fugain voit  ce souvenir de Buron sur la plage, ce qui interpelle Buron car lui ne voit pas les souvenirs que Fugain lui raconte. Il finit par donner à Fugain une huître qu'un collègue lui a rapportée. Fugain, n'ayant jamais mangé d'huître auparavant, croque le coquillage au lieu de la gober.
Durant le dernier souvenir de Fugain, Buron apparaît dans son appartement et interagit avec lui. Après avoir entendu des cris, ils quittent l'appartement et Buron remarque au passage l’étrange ressemblance entre la voisine espionne de Fugain et l'un de ses collègues. Une fois dehors, Buron demande à Fugain de reconstituer la scène où il découvre le corps de la victime.
De retour dans le réel, Champonin, un collègue de Buron, apporte le rapport de médecine légale : l'homme trouvé mort par Fugain a été victime d'une « hémorragie digestive ». C'est un accident et Fugain s'attend donc à être libéré. Avant de quitter la pièce, Champonin trouve un œil au sol et en déduit qu'il s'agit de celui de Philippe.
Fugain tente de s'expliquer mais au même moment, un rideau s'ouvre : le bureau de police est en fait la scène d'un théâtre. Le public se lève et applaudit, les personnages saluent. Par ailleurs, Philippe, encore vivant, sort du placard et enlève son déguisement : il n'est pas borgne. Ce sont tous des acteurs, sauf Fugain qui croyait être réellement suspecté de meurtre. Ils vont dîner ensemble dans une brasserie, évoquant leurs jeux d'acteur et les premières critiques qui tombent.
En sortant du restaurant, Fugain, encore confus, remercie Buron pour cette expérience. Buron reprend son sérieux et passe les menottes à Fugain en lui annonçant que l'interrogatoire reprendra au matin. Fugain est ramené au poste de police et Buron rentre chez lui.
Après le générique, dans le théâtre, le public regarde un rideau baissé.

## Fiche technique
- Titre : Au poste !
- Réalisation et scénario : Quentin Dupieux
- Producteurs : Mathieu Verhaeghe et Thomas Verhaeghe
- Image et montage : Quentin Dupieux
- Musique : David Sztanke
- Son : Guillaume Le Braz
- Décors : Joan Le Boru
- Costumes : Isabelle Pannetier
- Maquillage : Milou Sanner
- Effets visuels : Olivier Tournayre
- Production : Atelier de Production, Cinéfrance, Umedia, Nexus Factory
- Société de distribution : Diaphana Distribution
- Pays d'origine :  France /  Belgique
- Langue : français
- Genre : comédie policière, comédie noire
- Durée : 72 minutes
- Date de sortie : 
  - France : 4 juillet 2018

## Distribution

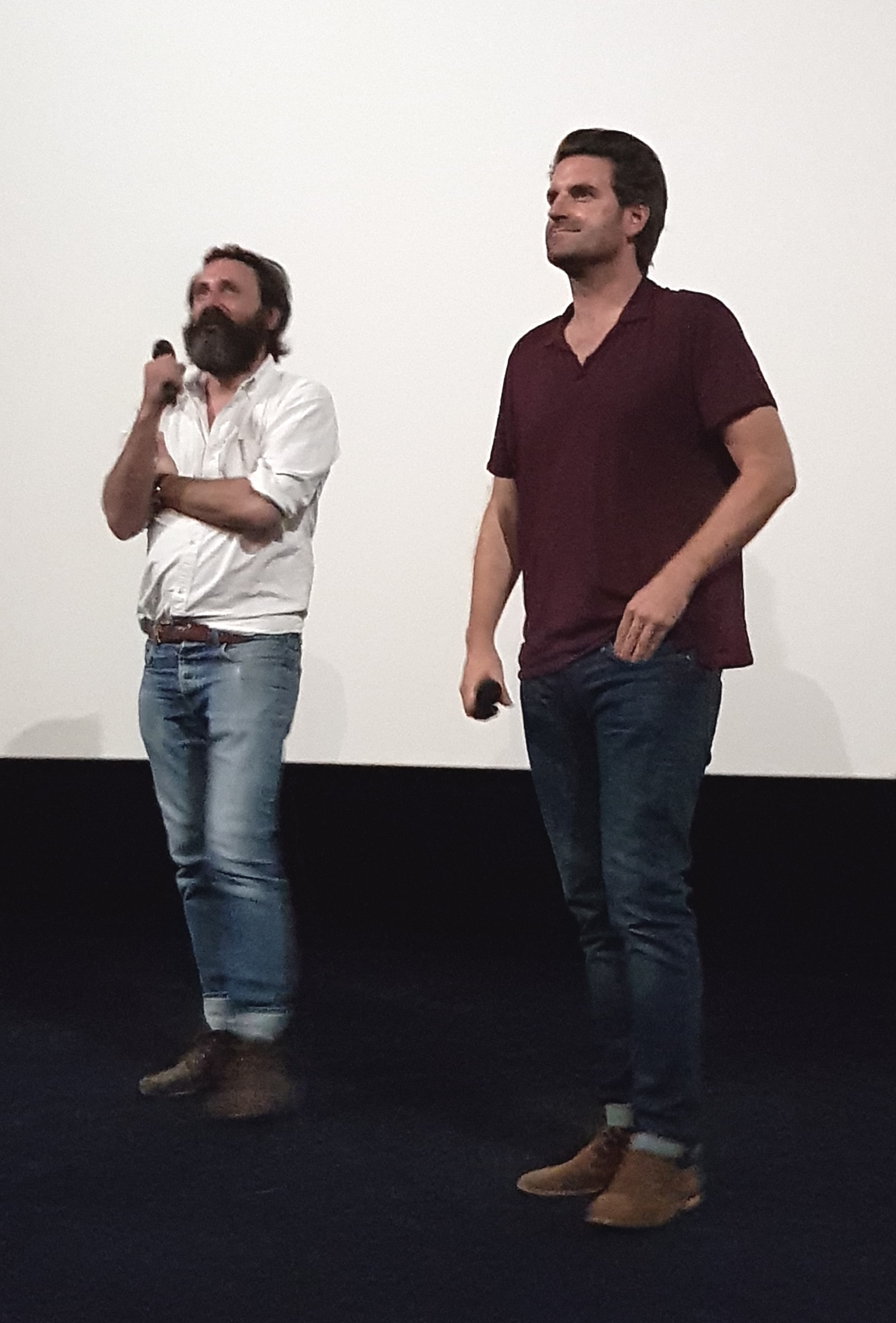
Quentin Dupieux et Grégoire Ludig présentant une avant-première du film.

- Benoît Poelvoorde : le commissaire Buron
- Grégoire Ludig : Louis Fugain, le suspect
- Marc Fraize : Philippe, un policier borgne
- Anaïs Demoustier : Fiona, l'épouse de Philippe
- Orelsan : Sylvain Buron, le fils de Buron
- Philippe Duquesne : Champonin, un collègue de Buron
- Jacky Lambert : Franchet, un collègue de Buron, et la voisine de Fugain
- Jeanne Rosa : Narta
- Vincent Grass : Daniel, l'homme de ménage qui souffre d'Alzheimer
- Nahel Ange : Louis Fugain à 7 ans
- July Messéan : Louise
- Johnny Malle : le cadavre de Chevalet
- Laurent Nicolas : le chef d'orchestre en slip rouge
- Michel Hazanavicius : le premier policier
- Pedro Winter : le second policier
- Alain Chabat : les cris de douleur (voix)

## Accueil

### Accueil critique
Au poste reçoit un accueil critique favorable, aussi bien de la part de la presse que du public.
En France, le site Allociné recense une moyenne des critiques presse de 3,8/5, basée sur 32 retours. Sur le site SensCritique la note globale est pour sa part de 6,8/10 basée sur plus de 17 000 retours du public au 2 septembre 2020.
La presse est globalement emballée par le film. Pour Les Cahiers du Cinéma, Quentin Dupieux « dote la pochade du samedi soir de plusieurs doubles fonds dramatiques ou théoriques. Comme avec tout numéro de prestidigitation, le plaisir du spectateur est aussi de choisir entre le démontage mental des astuces ou de faire comme si elles n’existaient pas ».
Le film a été comparé à Buffet froid de Bertrand Blier.

### Box-office
- France : 266 562 entrées[4]

## Distinction

### Récompense
- Festival international du film de Catalogne 2018 : Prix du meilleur scénario[5].

### Nominations
- Magritte 2019 :
  - Magritte du meilleur acteur pour Benoît Poelvoorde.

## Autour du film
- L'affiche du film pastiche celles de René Chateau notamment les films Peur sur la ville et Le Marginal avec Belmondo[6].
- Alain Chabat est crédité au générique comme cris de douleur. Il s'agit d'un caméo vocal qui fait référence au précédent film de Quentin Dupieux, Réalité, dans lequel le personnage joué par Chabat nommé Jason Tantra, un réalisateur débutant, était chargé par son producteur de trouver le meilleur gémissement de l'histoire du cinéma.
- Michel Hazanavicius et Pedro Winter, fondateur et gérant du label de musique électronique Ed Banger Records (dans lequel Dupieux sort ses disques sous le pseudonyme de Mr. Oizo depuis 2006), producteur et musicien également connu sous le pseudonyme Busy P, font une courte apparition à la fin du film. Winter était déjà apparu dans Rubber en 2010. Quant à Hazanavicius, il était déjà apparu dans son précédent film Réalité et apparaît également dans un de ses films suivants, Incroyable mais vrai, sorti en 2022.
- Les scènes du commissariat ont été tournées à l'Espace Niemeyer, siège du Parti communiste français, situé 2 place du Colonel Fabien à Paris.
- Les scènes des souvenirs de Fugain sont tournées à La Défense, dans la résidence Vision 80 à proximité de l’œuvre Dans les traces de nos pères.
- L'ensemble des éléments visibles dans le film laisse à penser jusqu'au dénouement que l'intrigue se déroulerait dans les années 80. Le commissaire Buron rédige son procès-verbal sur une machine à écrire. Il est habillé comme Steve McQueen dans Bullitt (pull à col roulé et holster à bretelle bien visible). Son fils joue sur une Game Boy. Son collègue Philippe écoute de la musique avec un Walkman à casque typique de cette époque. Dans le bureau, sont rangés des ordinateurs au design des années 70 ou 80, avec des moniteurs à tube cathodique. On voit les policiers utiliser comme fourgon cellulaire un Peugeot J7 ou J9 sérigraphié Police secours. Il faut attendre la fin du film avec la scène de dîner dans un restaurant pour voir un des protagonistes consulter sur son smartphone à écran tactile. Mais au cours du film, on entend brièvement Fiona dire qu'elle a cherché une recette sur internet, et Fugain appeler les secours avec son téléphone portable à clapet typique à l'orée de l'an 2000.